# Сильверсван, Николай Николаевич
Николай Николаевич Сильверсван (7 января 1823—1879) — русский генерал, участник Туркестанских походов.
Родился 7 января 1823 года. Происходил из дворян Великого княжества Финляндского.
Двоюродный брат А.К. Сильверсвана.

## Военная служба
Воспитание получил в 1-м кадетском корпусе, откуда 5 августа 1841 г. выпущен прапорщиком на службу в 4-ю артиллерийскую бригаду, из которой, спустя три года, переведён в 1-ю артиллерийскую бригаду; в этой последней он прослужил до чина капитана. В кампании 1854—1855 гг. находился в составе Балтийского корпуса, охранявшего берега Лифляндии и Курляндии против соединённого англо-французского флота.
Затем в 1860 году назначен командиром Сибирского окружного арсенала. Через четыре года уже командовал, в чине подполковника, конно-артиллерийской № 21 батареей Сибирского казачьего войска (впоследствии облегчённая батарея Оренбургской артиллерийской бригады, а потом 2-я батарея Туркестанской артиллерийской бригады), с зачислением по полевой конной артиллерии.
В 1866 году в составе отряда генерал-майора Романовского принимал участие в экспедициях против бухарцев. За боевое отличие, оказанное в полевом деле при урочище Ирджаре, произведён в 1866 г. в полковники, а 10 февраля 1868 года назначен командиром Туркестанской артиллерийской бригады, где и оставался до производства 12 февраля 1875 года в генерал-майоры, с увольнением по болезни от службы, с мундиром и пенсионом полного оклада.
Кроме заслуг в бою под Ирджаром, Сильверсваном были оказаны отличия: 24 мая при взятии Ходжента, за что был награждён орденом св. Владимира 4-й ст. с мечами и бантом; 2 октября, при взятии Ура-Тюбе, за что награждён орденом св. Станислава 2-й степени с короной и мечами и 18 октября, при штурме крепости Джизака, вмещавшей 10-тысячный гарнизон с 53 орудиями и состоявшей из тройного ряда стен, достигавших 3 1/2 саж. высоты.
При подготовительных действиях к штурму этой крепости Сильверсван особенно выказал уменье, распорядительность и спокойствие. Утром 16 октября его батарея открыла по крепостным стенам в месте, предназначенном для прохода штурмовой колонны, огонь. Несмотря на все усилия гарнизона исправить повреждения в крепостных стенах, через двое суток после открытия артиллерийского огня, были пробиты широкие бреши, и большинство неприятельских орудий удачными выстрелами частью приведено в негодность, а частью, вследствие потери прислуги, было вынуждено к молчанью. За это дело Сильверсван пожалован орден св. Анны 2-й ст. с мечами.
Умер, находясь в отставке, в 1879 году.